# 伊朗网军
伊朗网军（Iranian Cyber Army）是一个曾入侵Twitter、百度等网站的黑客组织。
美国媒体称其是个人或者组织的联合体，是伊朗政府进行网络战的工具。中国媒体及国际问题专家认为入侵者身份不明，不排除有人冒名嫁祸。伊朗外交官员扎阿伊称伊朗网军为民间组织，不代表伊朗政府行为，他们也经常入侵伊朗政府的网站。

## 相关事件
2010年1月12日，中國大陸最大的中文搜索引擎网站百度被自稱Iranian Cyber Army的黑客組織入侵（域名劫持），導致網民無法正常登录百度網站達8小時。这是百度成立以來遭受的最嚴重的故障，对百度造成直接損失超過700萬人民幣。